# 人形はなぜ殺される
『人形はなぜ殺される 』（にんぎょうはなぜころされる）は、高木彬光の長編推理小説。1955年、講談社から書下しで刊行された。『刺青殺人事件』と並ぶ神津恭介（かみづきょうすけ）シリーズの代表作である。
見たてトリック、入替えトリック、アリバイトリック、法律トリックを駆使した戦後本格推理小説の古典。「読者への挑戦」が挿入されている。
高木彬光の作品の中では比較的入手しやすい作品で、数多くの出版社から発売されてはいるが、絶版となるのも早い。

## あらすじ
新作魔術（マジック）発表会のさなか、ギロチン手品のタネである人形の首が盗まれる。発見された人形の首は、断頭台で処刑された死体のかたわらに、本物の首の代わりに転がっていた。困惑する名探偵・神津恭介をあざ笑うかのように、人形が第2の、そして第3・第4の殺人を予告する。

## 主な登場人物
神津恭介
「日本の三大名探偵」の一人。
松下研三
恭介の旧友の探偵作家。元・捜査一課長・松下栄一郎の弟。本作のワトソン役。
京野百合子
冷たい美貌の福徳経済会事務員。手品趣味を持つ、日本アマチュア魔術協会会員。犯人の手にかかる。実は現・綾小路元子爵の庶子。
綾小路滋子
現・綾小路元子爵の長女。精神分裂症のため、十数年間にわたり沢村精神病院に入院している。
綾小路佳子
現・綾小路元子爵の次女。明朗闊達な20歳すぎの美人だが、愛する水谷を百合子殺害犯と名指しする匿名の告発状に悩む。
綾小路典子
現・綾小路元子爵の三女。おっとりした20歳前の美少女。第4の殺人予告を受けとる。
綾小路実彦
年老いた綾小路元子爵家・現当主。没落した家門を再興すべく、水谷に接近する。膀胱癌を患い余命幾ばくもない。
水谷良平
福徳経済会専務。戦後の混乱期に一代で財を成した傑物。日本アマチュア魔術協会会員。綾小路佳子の婚約者。戦時中、先代綾小路子爵により執拗な迫害を受けた過去がある。
中谷譲次
元手品師の、日本アマチュア魔術協会顧問。喫茶店「ガラスの塔」マスターでもある。終始謎の人物だが、事件解決にきわめて重要な、ある示唆を恭介にする。
中谷ゆみ子
譲次の妻。水谷と不倫関係にある。
沢村幹一
沢村精神病院副院長。年老いた父にかわり、病院を運営している。滋子の主治医。
杉浦雅男
せむしの自称・詩人。いつも意味不明な警句を呟いている、日本アマチュア魔術協会会員。嫌味な毒舌家で、醜聞に詳しい。実はゆすりたかりを生業としており、最近急に羽振りがよくなっていた。絶対に犯行が不可能にもかかわらず、物語終盤に自らを犯人だと強硬に主張する。

## 作品の評価
- 二階堂黎人ら多くの新本格系作家から評価されている作品である。
- 『週刊文春』が推理作家や推理小説の愛好者ら約500名のアンケートにより選出した「東西ミステリーベスト100」の国内編では、1985年版で32位に[1]、2012年版で28位に選出されている[2]。

## 映像化作品
- 一度テレビドラマ化されているが、アリバイトリックが他の小説作品のものと差し替えられているため、別物に近い内容となっている。主要トリックに放送コード上、扱いの難しい対象を利用するものがあるため、忠実な内容でのドラマ化は、現在では不可能に近いと思われる。ドラマの詳細については探偵・神津恭介の殺人推理を参照のこと。